# Cleome gossweileri
Cleome gossweileri är en paradisblomsterväxtart som beskrevs av Arthur Wallis Exell. Cleome gossweileri ingår i släktet paradisblomstersläktet, och familjen paradisblomsterväxter. Inga underarter finns listade i Catalogue of Life.